# Kerima (attrice)
Kerima, pseudonimo di Miriam Charrière (Tolosa, 10 febbraio 1925 – 31 luglio 2014), è stata un'attrice francese.

## Biografia
Attiva negli anni cinquanta e sessanta, il suo primo lavoro cinematografico fu il film di produzione britannica L'avventuriero della Malesia (1951) di Carol Reed. Per esigenze pubblicitarie le venne attribuita una origine algerina, rivelatasi poi fasulla. In Algeria non venne mai trovato nessun certificato di nascita a suo nome e il secondo marito confermò che le voci erano state create dal produttore Alexander Korda per creare maggiore interesse. 
Grazie ad un contratto firmato con Dino De Laurentiis, lavorò molto in Italia dove girò diverse pellicole, tra cui La lupa (1953) di Alberto Lattuada. Oltre al francese parlava fluentemente spagnolo e italiano e questo le permetteva di accettare proposte da diversi paesi. Grazie al suo aspetto le vennero spesso affidati ruoli esotici. Negli anni settanta abbandonò definitivamente il mondo dello spettacolo per dedicarsi alla famiglia.
Nel 1953 si sposò con l'attore grego Alexis Revidis, matrimonio tenuto a lungo segreto sempre per ragioni pubblicitarie. Dopo il divorzio si risposò nel 1964 con il regista britannico Guy Hamilton. I due si erano conosciuti anni prima sul set del primo film dell'attrice. La coppia visse sull'isola di Maiorca fino alla morte di lui, avvenuta nel 2016.

## Filmografia

### Cinema

Ettore Manni e Kerima in una foto di scena del film La lupa di Alberto Lattuada (1953)

- L'avventuriero della Malesia (Outcast of the Islands), regia di Carol Reed (1951)
- La lupa, regia di Alberto Lattuada (1953)
- La nave delle donne maledette, regia di Raffaello Matarazzo (1953)
- La regina delle piramidi (Land of the Paradise), regia di Howard Hawks (1955)
- Cavalleria rusticana, regia di Carmine Gallone (1955)
- Tam tam Mayumbe, regia di Gian Gaspare Napolitano e Folco Quilici (1955)
- Io sono la primula rossa, regia di Giorgio Simonelli (1955)
- Fuga nel sole (Goubbiah, mon amour), regia di Robert Darène (1956)
- Un americano tranquillo (The Quiet American), regia di Joseph L. Mankiewicz (1958)
- La rivolta dei gladiatori, regia di Vittorio Cottafavi (1958)
- La notte del grande assalto, regia di Giuseppe Maria Scotese (1959)
- Il mondo dei miracoli, regia di Luigi Capuano (1959)
- Jessica, regia di Jean Negulesco e Oreste Palella (1962)
- The Love Box, regia di Tudor Gates e Wilbur Stark (1972)

### Televisione
- L'avventuriero (The Adventurer) – serie TV, episodio 1x07 (1972)

## Doppiatrici italiane
- Dhia Cristiani in La regina delle piramidi, Cavalleria rusticana
- Lydia Simoneschi in La lupa
- Giovanna Scotto in La nave delle donne maledette
- Gabriella Genta in Tam Tam Mayumbe